# Tandemrennen

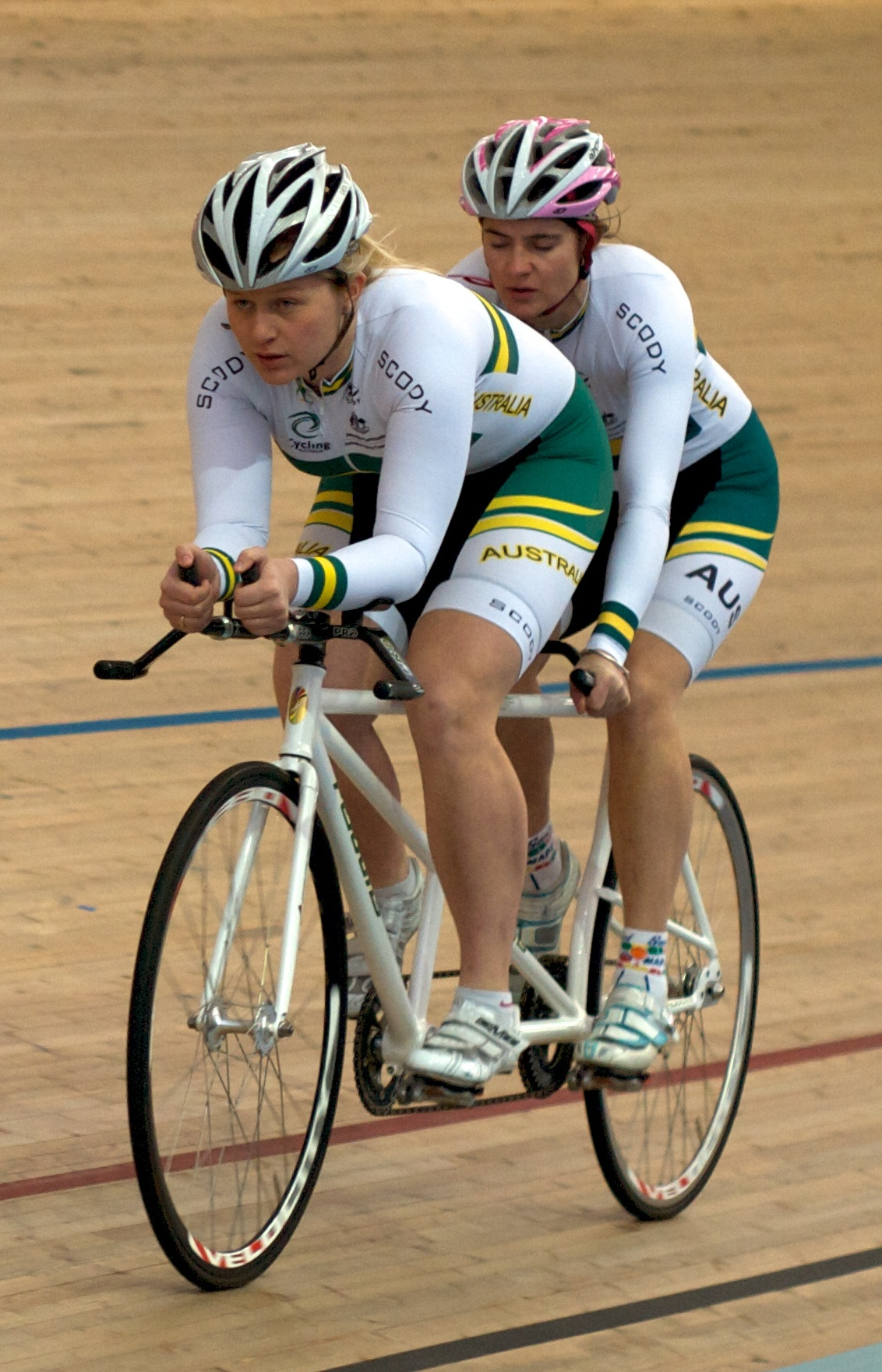
Stephanie Morton und Felicity Johnson auf dem Bahn-Tandem beim Paracycling

Das Tandemrennen ist eine Disziplin des Bahnradsports.
Beim Tandemrennen handelt es sich prinzipiell um die Disziplin Sprint, wobei diese jedoch von zwei Fahrern auf einem zweisitzigen Tandem ausgetragen wird. Der Vordermann ist der Steuermann, während der hinten sitzende Fahrer so gut wie keine Sicht nach vorne hat und sich voll auf seinen Partner verlassen muss. Auf einem Tandem werden sehr hohe Geschwindigkeiten (bis zu 80 km/h) erreicht.
Von 1908 bis 1972 war das Tandemrennen Teil des Programms bei Olympischen Spielen. 1995 wurde die Disziplin auch aus dem Weltmeisterschaftsprogramm gestrichen und ist seitdem fast in Vergessenheit geraten. Die Tendenz zu immer kürzeren Radrennbahnen macht diese Disziplin schwierig, da in den engen Kurven der kürzeren Bahnen zu hoher Kurvendruck auftritt.
Tandemrennen gibt es heutzutage allerdings immer noch beim Paracycling im Behindertenradsport. Hier sitzt der sehbehinderte oder blinde Fahrer hinten und wird von einem Piloten genannten, sehenden Fahrer gesteuert. Diese Rennen werden als Sprint, Verfolgung, Zeitfahren und Teamsprint ausgeführt. Sie stehen unter anderem bei den Paracycling-Bahnweltmeisterschaften im Programm und sind bzw. waren paralympische Disziplinen.

## Ergebnisse der Bahnradsport-Weltmeisterschaften
| Jahr | Gold                              | Silber                              | Bronze                                  |
| ---- | --------------------------------- | ----------------------------------- | --------------------------------------- |
| 1966 | Pierre Trentin, Daniel Morelon    | Klaus Kobusch, Martin Stenzel       | Walter Gorini, Giordano Turrini         |
| 1967 | Bruno Gonzato, Dino Verzini       | Pierre Trentin, Daniel Morelon      | Daniel Goens, Robert Van Lancker        |
| 1968 | Giordano Turrini, Walter Gorini   | Daniel Goens, Robert Van Lancker    | Sanji Inoue, Hideo Madarame             |
| 1969 | Jürgen Geschke, Werner Otto       | Jürgen Barth, Rainer Müller         | Pierre Trentin, Daniel Morelon          |
| 1970 | Jürgen Barth, Rainer Müller       | Jürgen Geschke, Werner Otto         | Gérard Quintyn, Daniel Morelon          |
| 1971 | Jürgen Geschke, Werner Otto       | Jürgen Barth, Rainer Müller         | Pierre Trentin, Daniel Morelon          |
| 1972 | Disziplin nicht ausgetragen       | Disziplin nicht ausgetragen         | Disziplin nicht ausgetragen             |
| 1973 | Vladimír Vačkář, Miroslav Vymazal | Wiktor Kopylow, Wladimir Semenez    | Jürgen Geschke, Werner Otto             |
| 1974 | Vladimír Vačkář, Miroslav Vymazal | Wiktor Kopylow, Wladimir Semenez    | Benedykt Kocot, Andrzej Bek             |
| 1975 | Benedykt Kocot, Janusz Kotliński  | Vladimír Vačkář, Miroslav Vymazal   | Anatolij Jablunowskyj, Sergei Komelkow  |
| 1976 | Benedykt Kocot, Janusz Kotliński  | Ivan Kučírek, Miloš Jelínek         | Anatolij Jablunowskyj, Wladimir Semenez |
| 1977 | Vladimír Vačkář, Miroslav Vymazal | Wladimir Semenez, Alexander Woronin | Horst Gewiss, Wolfgang Schäffer         |
| 1978 | Vladimír Vačkář, Miroslav Vymazal | Gerald Ash, Leigh Barczewski        | Sjaak Pieters, Lau Veldt                |
| 1979 | Yavé Cahard, Franck Dépine        | Dieter Giebken, Hans Peter Reimann  | Vladimír Vačkář, Miroslav Vymazal       |
| 1980 | Ivan Kučírek, Pavel Martínek      | Yvon Cloarec, Franck Dépine         | Giorgio Rossi, Floriano Finamore        |
| 1981 | Ivan Kučírek, Pavel Martínek      | Dieter Giebken, Fredy Schmidtke     | Ryszard Konkolewski, Zbigniew Płatek    |
| 1982 | Ivan Kučírek, Pavel Martínek      | Dieter Giebken, Fredy Schmidtke     | Sjaak Pieters, Tom Vrolijk              |
| 1983 | Philippe Vernet, Franck Dépine    | Ivan Kučírek, Pavel Martínek        | [ 4 ]                                   |
| 1984 | Frank Weber, Hans-Jürgen Greil    | Philippe Vernet, Franck Dépine      | Vincenzo Ceci, Gabriele Sella           |
| 1985 | Vítězslav Vobořil, Roman Řehounek | Nelson Vails, Leslie Barczewski     | Sascha Wallscheid, Frank Weber          |
| 1986 | Vítězslav Vobořil, Roman Řehounek | Kit Kyle, David Lindsey             | Andrea Faccini, Roberto Nicotti         |
| 1987 | Fabrice Colas, Frédéric Magné     | Andrea Faccini, Roberto Nicotti     | Vitezlav Voboni, Lubomír Hargaš         |
| 1988 | Fabrice Colas, Frédéric Magné     | Hans-Jürgen Greil, Uwe Buchtmann    | Jiří Illek, Lubomír Hargaš              |
| 1989 | Fabrice Colas, Frédéric Magné     | Jiří Illek, Lubomír Hargaš          | Andrea Faccini, Federico Paris          |
| 1990 | Gianluca Capitano, Federico Paris | Masaru Saito, Narihiro Inamura      | Markus Nagel, Uwe Buchtmann             |
| 1991 | Emanuel Raasch, Eyk Pokorny       | Lubomír Hargaš, Pavel Buráň         | Frédéric Lancien, Denis Lemyre          |
| 1992 | Gianluca Capitano, Federico Paris | Lubomír Hargaš, Pavel Buráň         | Anthony Peden, David Dew                |
| 1993 | Federico Paris, Roberto Chiappa   | Stephen Pate, Dany Day              | Arnost Dromanek, Lubomír Hargaš         |
| 1994 | Fabrice Colas, Frédéric Magné     | Emanuel Raasch, Jens Glücklich      | Federico Paris, Roberto Chiappa         |